# Candillargues
Candillargues est une commune française située dans l'est du département de l'Hérault, en région Occitanie.
Exposée à un climat méditerranéen, elle est drainée par le Bérange, le ruisseau d'Aigues-Vives et par un autre cours d'eau. La commune possède un patrimoine naturel remarquable : un site Natura 2000 (l'« étang de Mauguio »), deux espaces protégés (l'« étang de l'Or » et la Petite Camargue) et trois zones naturelles d'intérêt écologique, faunistique et floristique.
Candillargues est une commune rurale et littorale qui compte 2 102 habitants en 2022, après avoir connu une forte hausse de la population depuis 1962.  Elle fait partie de l'aire d'attraction de Montpellier.
Ses habitants sont appelés les Candillarguois ou Candillarguoises.

## Géographie

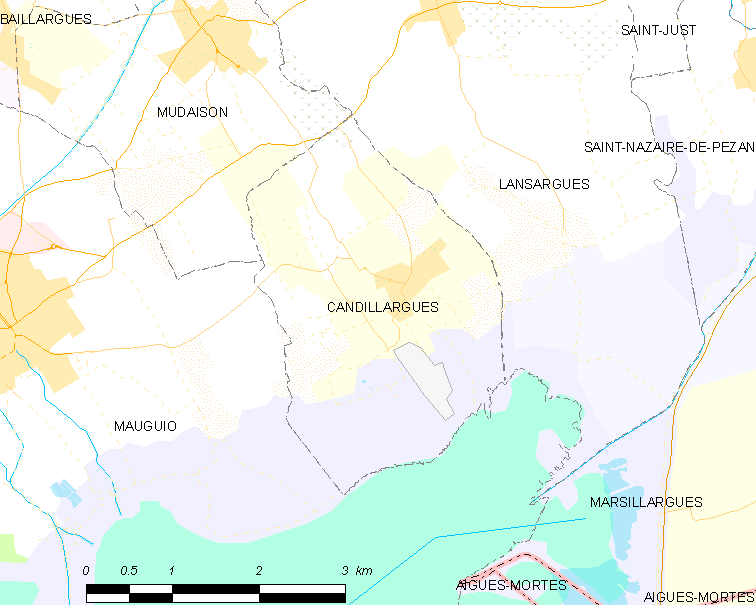
Carte

Le village de Candillargues se situe à environ 15 kilomètres à l'est du centre de Montpellier et environ 4 kilomètres de Mauguio, chef-lieu du canton.
Le territoire communal est situé sur la rive nord de l'étang de l'Or et est encadré par la Cadoule à l'ouest et le Bérange à l'est.

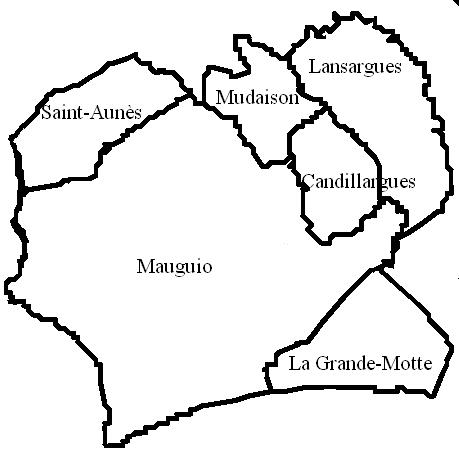
Candillargues dans le canton de Mauguio.

### Communes limitrophes
| Mudaison (3.92 / 4,61 km) | Lansargues (3.42 / 4,26 km)       | Saint-Just (5.47 / 8,50 km)                |
| Mauguio (4.76 / 5,40 km)  | Candillargues                     | Saint-Laurent-d'Aigouze (10.36 / 19,83 km) |
| Carnon (10.91 / 20,96 km) | La Grande-Motte (6.82 / 25,02 km) | Aigues-Mortes (11.49 / 27,50 km)           |

### Climat
Pour des articles plus généraux, voir Climat de l'Occitanie et Climat de l'Hérault.
En 2010, le climat de la commune est de type climat méditerranéen franc, selon une étude s'appuyant sur une série de données couvrant la période 1971-2000. En 2020, Météo-France publie une typologie des climats de la France métropolitaine dans laquelle la commune est exposée à un climat méditerranéen et est dans la région climatique  Provence, Languedoc-Roussillon, caractérisée par une pluviométrie faible en été, un très bon ensoleillement (2 600 h/an), un été chaud (21,5 °C), un air très sec en été, sec en toutes saisons, des vents forts (fréquence de 40 à 50 % de vents > 5 m/s) et peu de brouillards.
Pour la période 1971-2000, la température annuelle moyenne est de 14,5 °C, avec une amplitude thermique annuelle de 16,6 °C. Le cumul annuel moyen de précipitations est de 674 mm, avec 5,7 jours de précipitations en janvier et 2,2 jours en juillet. Pour la période 1991-2020, la température moyenne annuelle observée sur la station météorologique la plus proche, située sur la commune de Mauguio à 5 km à vol d'oiseau, est de 15,5 °C et le cumul annuel moyen de précipitations est de 639,2 mm,. Pour l'avenir, les paramètres climatiques de la commune estimés pour 2050 selon différents scénarios d’émission de gaz à effet de serre sont consultables sur un site dédié publié par Météo-France en novembre 2022.

### Milieux naturels et biodiversité

#### Espaces protégés
La protection réglementaire est le mode d’intervention le plus fort pour préserver des espaces naturels remarquables et leur biodiversité associée,.
Deux espaces protégés sont présents sur la commune : 
- l'« étang de l'Or », un terrain acquis par le Conservatoire du Littoral, d'une superficie de 609,4 ha[10],[11] ;
- la Petite Camargue, une zone humide protégée par la convention de Ramsar, d'une superficie de 41 705,5 ha[12].

#### Réseau Natura 2000

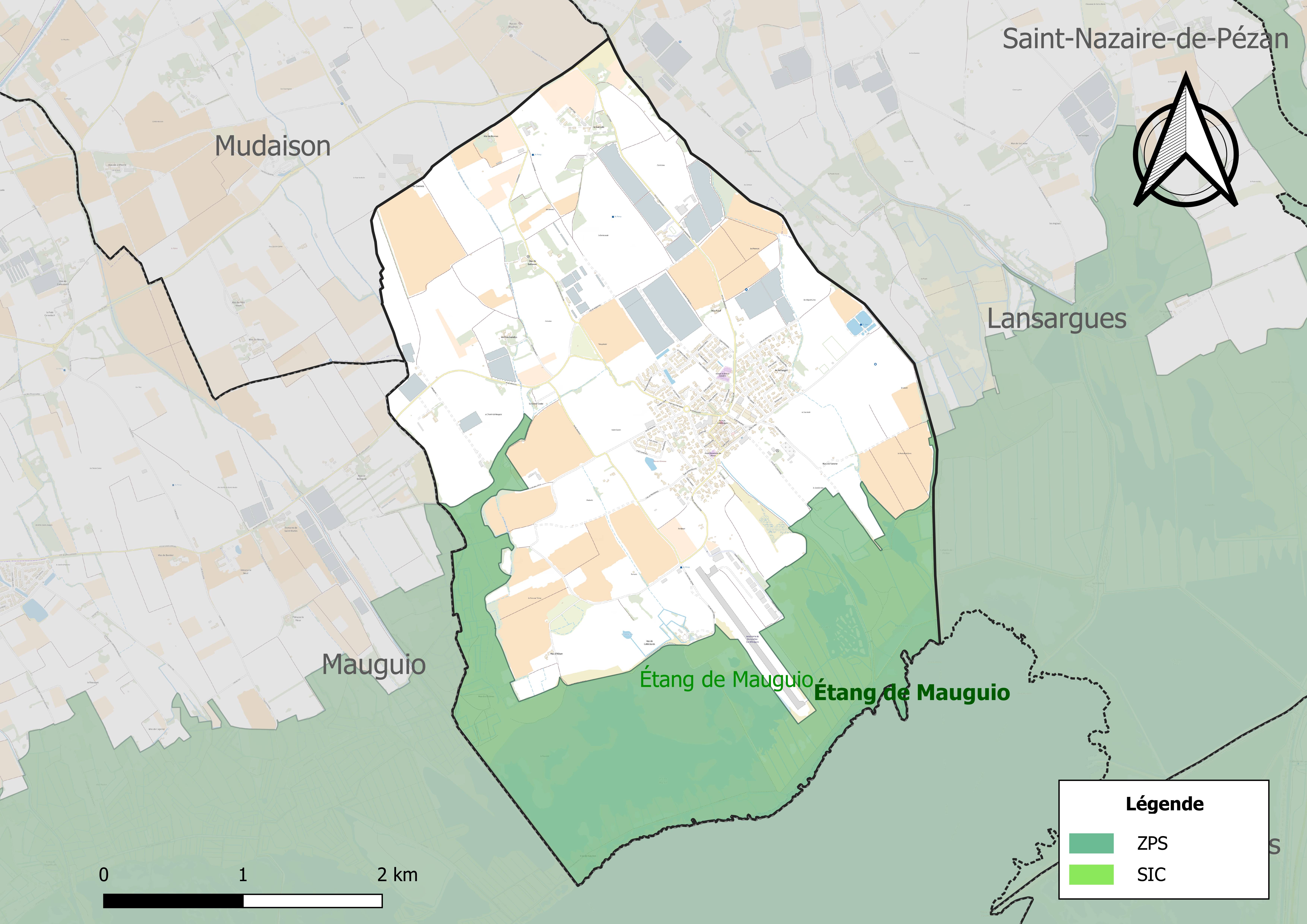
Sites Natura 2000 sur le territoire communal.

Le réseau Natura 2000 est un réseau écologique européen de sites naturels d'intérêt écologique élaboré à partir des directives habitats et oiseaux, constitué de zones spéciales de conservation (ZSC) et de zones de protection spéciale (ZPS).
Un site Natura 2000 a été défini sur la commune au titre de la directive oiseaux,, mais aussi de la directive habitats, l'« étang de Mauguio » ou « étang de l'Or ». D'une superficie de 7 020 ha, cette lagune communique avec la mer par un grau qui relie le Sud-Ouest de l'étang au port de Carnon. L'étang est entouré par une gamme variée d'habitats naturels : un système dunaire, des milieux saumâtres à hyper salés sur les rives sud et est et des milieux saumâtres à doux influencés par l'eau douce sur les rives nord. Ce site présente une diversité des milieux et des conditions d'hygrométrie et de salinité, lui conférant un intérêt ornithologique remarquable.

#### Zones naturelles d'intérêt écologique, faunistique et floristique
L’inventaire des zones naturelles d'intérêt écologique, faunistique et floristique (ZNIEFF) a pour objectif de réaliser une couverture des zones les plus intéressantes sur le plan écologique, essentiellement dans la perspective d’améliorer la connaissance du patrimoine naturel national et de fournir aux différents décideurs un outil d’aide à la prise en compte de l’environnement dans l’aménagement du territoire.
Deux ZNIEFF de type 1 sont recensées sur la commune :
le « marais de Cros Martin et de Fanguière » (205 ha), couvrant 2 communes du département et 
le « marais de Tartuguière et du Grès » (662 ha), couvrant 5 communes du département
et une ZNIEFF de type 2, : 
le « complexe paludo-laguno-dunaire des étangs montpelliérains » (14 344 ha), couvrant 14 communes dont une dans le Gard et 13 dans l'Hérault.

Carte des ZNIEFF de type 1 et 2 à Candillargues.
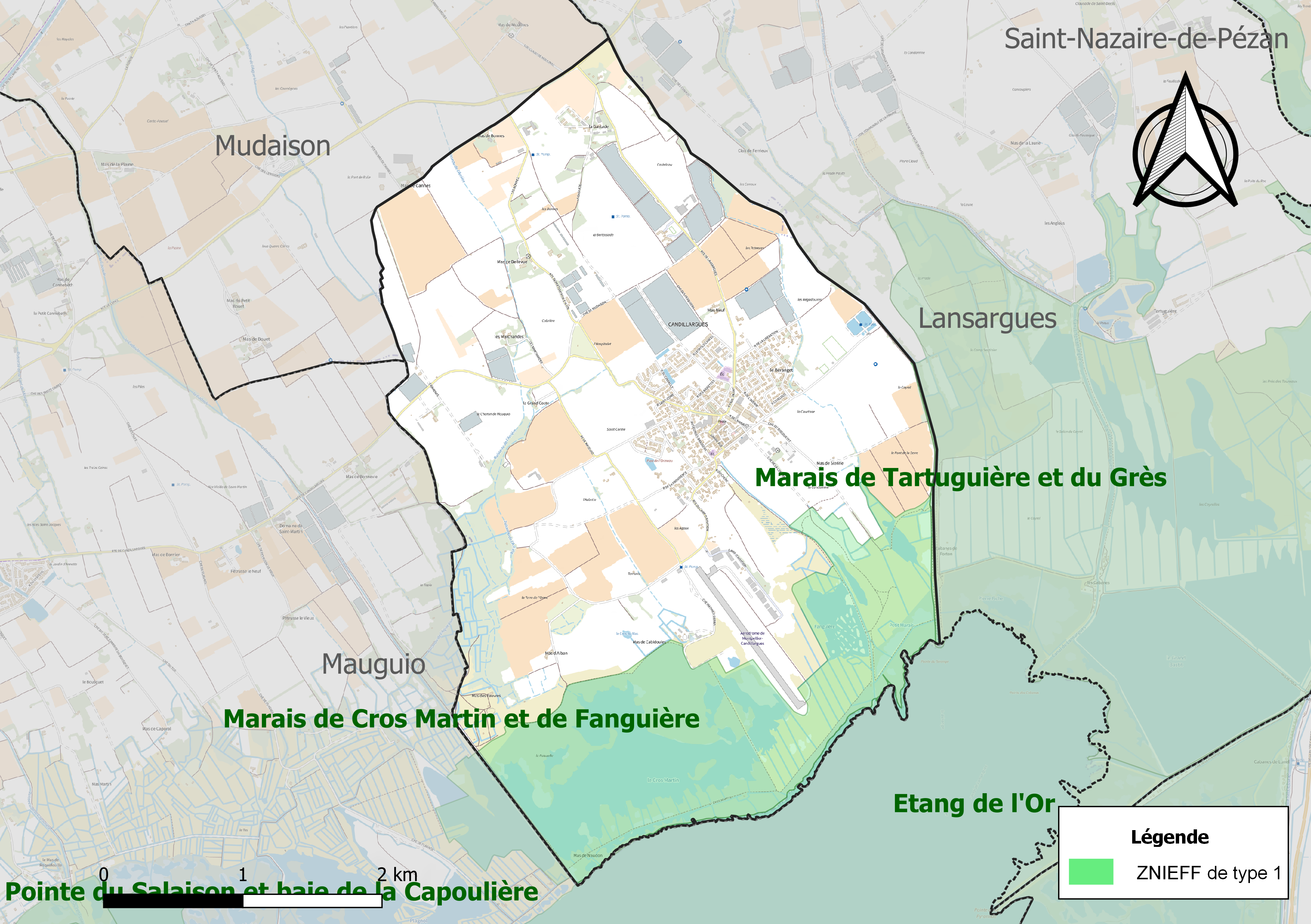
Carte des ZNIEFF de type 1 sur la commune.
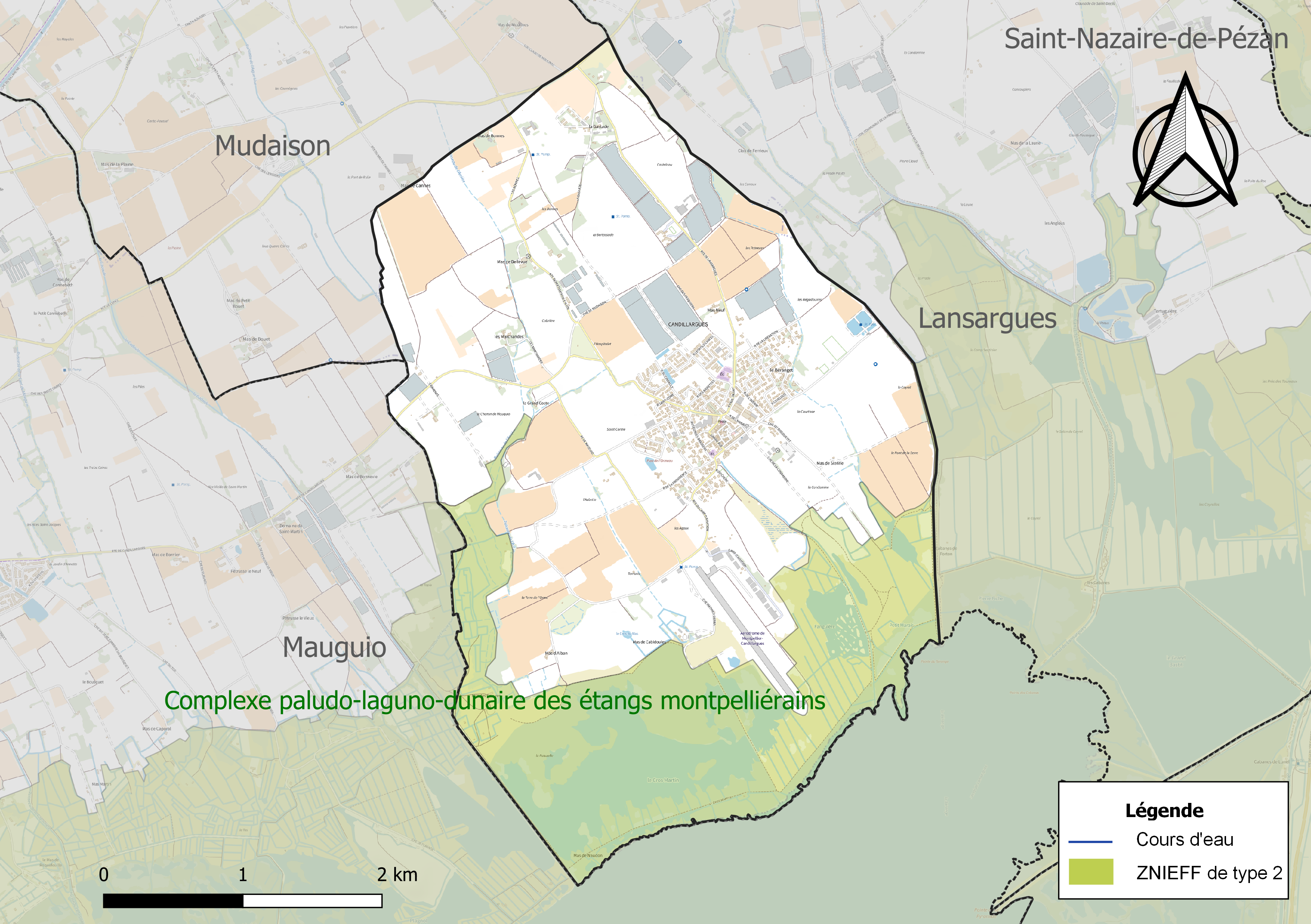
Carte de la ZNIEFF de type 2 sur la commune.

## Urbanisme

### Typologie
Au 1er janvier 2024, Candillargues est catégorisée bourg rural, selon la nouvelle grille communale de densité à sept niveaux définie par l'Insee en 2022.
Elle est située hors unité urbaine. Par ailleurs la commune fait partie de l'aire d'attraction de Montpellier, dont elle est une commune de la couronne,. Cette aire, qui regroupe 161 communes, est catégorisée dans les aires de 700 000 habitants ou plus (hors Paris),.
La commune, bordée par la mer Méditerranée, est également une commune littorale au sens de la loi du 3 janvier 1986, dite loi littoral. Des dispositions spécifiques d’urbanisme s’y appliquent dès lors afin de préserver les espaces naturels, les sites, les paysages et l’équilibre écologique du littoral, tel le principe d'inconstructibilité, en dehors des espaces urbanisés, sur la bande littorale des 100 mètres, ou plus si le plan local d’urbanisme le prévoit.

### Occupation des sols
L'occupation des sols de la commune, telle qu'elle ressort de la base de données européenne d’occupation biophysique des sols Corine Land Cover (CLC), est marquée par l'importance des territoires agricoles (62,2 % en 2018), en diminution par rapport à 1990 (65,1 %). La répartition détaillée en 2018 est la suivante : 
zones humides côtières (27,7 %), terres arables (26 %), cultures permanentes (20,3 %), zones agricoles hétérogènes (15,9 %), zones urbanisées (6 %), zones industrielles ou commerciales et réseaux de communication (3,1 %), eaux maritimes (0,9 %). L'évolution de l’occupation des sols de la commune et de ses infrastructures peut être observée sur les différentes représentations cartographiques du territoire : la carte de Cassini (XVIIIe siècle), la carte d'état-major (1820-1866) et les cartes ou photos aériennes de l'IGN pour la période actuelle (1950 à aujourd'hui).

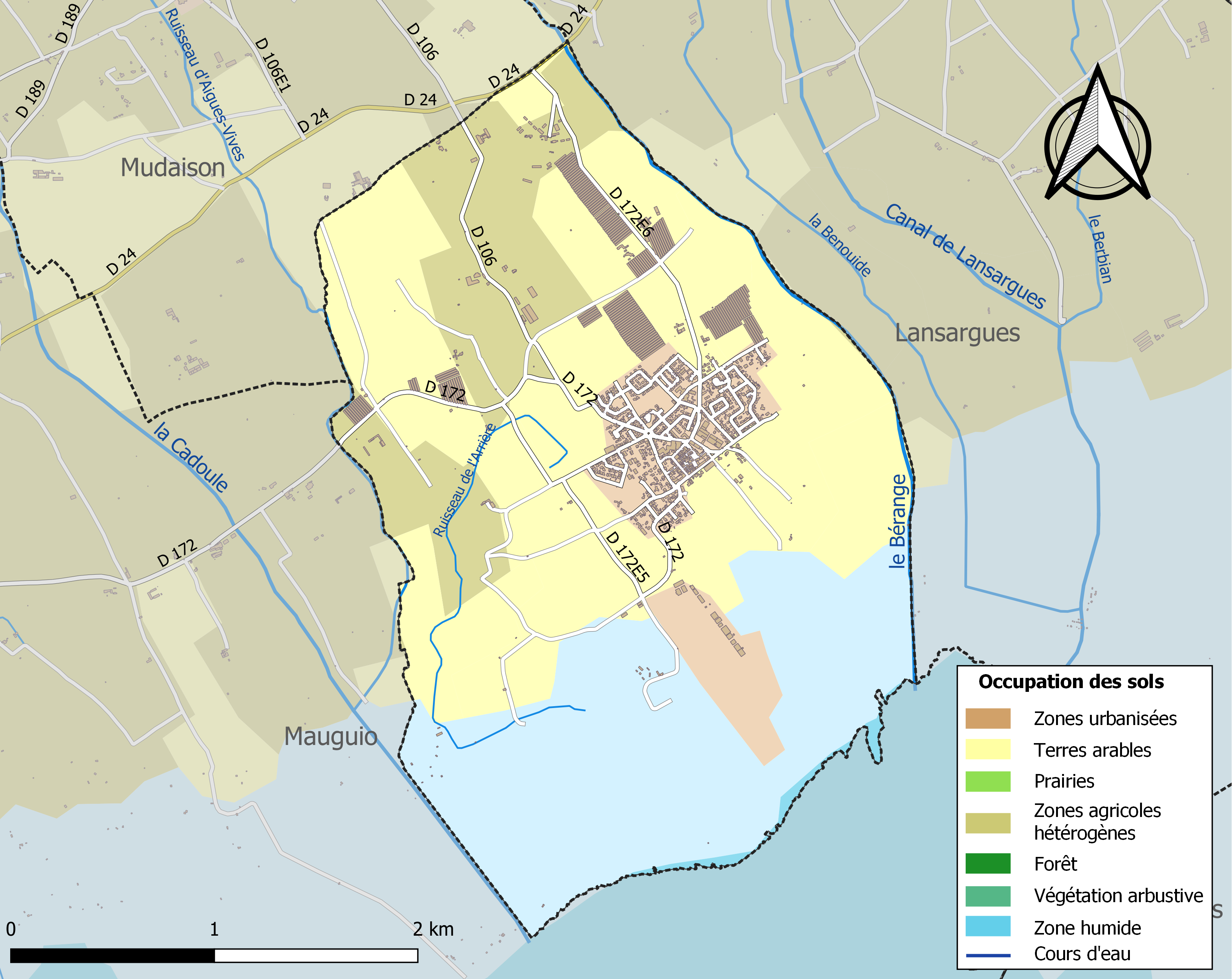
Carte des infrastructures et de l'occupation des sols de la commune en 2018 (CLC).

### Risques majeurs
Le territoire de la commune de Candillargues est vulnérable à différents aléas naturels : météorologiques (tempête, orage, neige, grand froid, canicule ou sécheresse), inondations et séisme (sismicité très faible). Il est également exposé à un risque technologique,  le transport de matières dangereuses. Un site publié par le BRGM permet d'évaluer simplement et rapidement les risques d'un bien localisé soit par son adresse soit par le numéro de sa parcelle.

#### Risques naturels
La commune fait partie du territoire à risques importants d'inondation (TRI) de Montpellier-Lunel-Maugio-Palavas, regroupant 49 communes du bassin de vie de Montpellier et s'étendant sur les départements de l'Hérault et du Gard, un des 31 TRI qui ont été arrêtés fin 2012 sur le bassin Rhône-Méditerranée, retenu au regard des risques de submersions marines et de débordements du Vistre, du Vidourle, du Lez et de la Mosson. Parmi les événements significatifs antérieurs à 2019 qui ont touché le territoire, peuvent être citées les crues de septembre 2002 et de septembre 2003 (Vidourle) et les tempêtes de novembre 1982 et décembre 1997 qui ont touché le littoral. Des cartes des surfaces inondables ont été établies pour trois scénarios : fréquent (crue de temps de retour de 10 ans à 30 ans), moyen (temps de retour de 100 ans à 300 ans) et extrême (temps de retour de l'ordre de 1 000 ans, qui met en défaut tout système de protection). La commune a été reconnue en état de catastrophe naturelle au titre des dommages causés par les inondations et coulées de boue survenues en 1982, 1994, 2003 et 2014,.
Candillargues est exposée au risque de feu de forêt du fait de la présence sur son territoire. Un plan départemental de protection des forêts contre les incendies (PDPFCI) a été approuvé en juin 2013 et court jusqu'en 2022, où il doit être renouvelé. Les mesures individuelles de prévention contre les incendies sont précisées par deux arrêtés préfectoraux et s’appliquent dans les zones exposées aux incendies de forêt et à moins de 200 mètres de celles-ci. L’arrêté du 25 avril 2002 réglemente l'emploi du feu en interdisant notamment d’apporter du feu, de fumer et de jeter des mégots de cigarette dans les espaces sensibles et sur les voies qui les traversent sous peine de sanctions. L'arrêté du 11 mars 2013 rend le débroussaillement obligatoire, incombant au propriétaire ou ayant droit,.

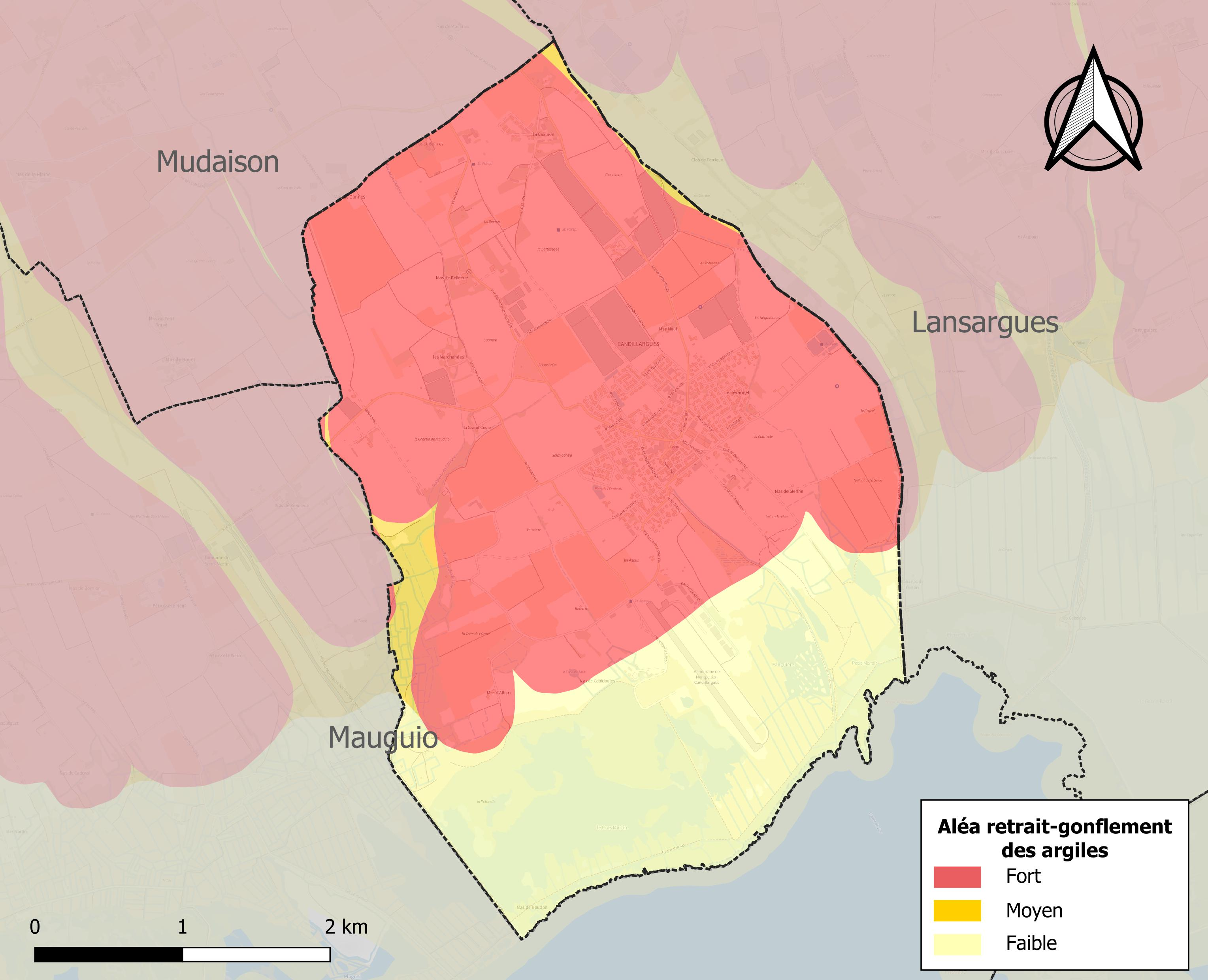
Carte des zones d'aléa retrait-gonflement des sols argileux de Candillargues.

Le retrait-gonflement des sols argileux est susceptible d'engendrer des dommages importants aux bâtiments en cas d’alternance de périodes de sécheresse et de pluie. 71,2 % de la superficie communale est en aléa moyen ou fort (59,3 % au niveau départemental et 48,5 % au niveau national). Sur les 497 bâtiments dénombrés sur la commune en 2019, 490 sont en aléa moyen ou fort, soit 99 %, à comparer aux 85 % au niveau départemental et 54 % au niveau national. Une cartographie de l'exposition du territoire national au retrait gonflement des sols argileux est disponible sur le site du BRGM,.
Par ailleurs, afin de mieux appréhender le risque d’affaissement de terrain, l'inventaire national des cavités souterraines permet de localiser celles situées sur la commune.

#### Risques technologiques
Le risque de transport de matières dangereuses sur la commune est lié à sa traversée par des infrastructures routières ou ferroviaires importantes ou la présence d'une canalisation de transport d'hydrocarbures. Un accident se produisant sur de telles infrastructures est susceptible d’avoir des effets graves sur les biens, les personnes ou l'environnement, selon la nature du matériau transporté. Des dispositions d’urbanisme peuvent être préconisées en conséquence.

## Histoire
Au cours de la Révolution française, la commune porte provisoirement le nom de Côme-de-la-Palus.

### Héraldique
| Blason de Candillargues | Blason  | D'or au clocher de l'église du lieu au trait de sable accompagné en chef à dextre d'une pomme de gueules tigée et feuillée d'une pièce de sinople, à senestre d'un canard volant contourné au naturel et en pointe d'un taureau de sable, la tête contournée en défense accornée au naturel. |
| Blason de Candillargues | Détails | |

## Politique et administration
| Période      | Période      | Identité                         | Étiquette | Qualité         |
| ------------ | ------------ | -------------------------------- | --------- | --------------- |
| 1947         | 1959         | Louis Villard                    |           |                 |
| 1959         | 1971         | Marcel Segala                    |           |                 |
| 1971         | mars 1977    | Michel De Clausel de Coussergues |           |                 |
| mars 1977    | juin 1995    | Jean Melin                       |           |                 |
| juin 1995    | mars 2001    | Huguette Defontenay              |           |                 |
| mars 2001    | mars 2014    | Daniel Édo                       | DVD       |                 |
| mars 2014    | juillet 2020 | Alain Monestier                  | SE        | Cadre supérieur |
| juillet 2020 | En cours     | Anthony Melin                    | SE        |                 |

## Démographie
L'évolution du nombre d'habitants est connue à travers les recensements de la population effectués dans la commune depuis 1793. Pour les communes de moins de 10 000 habitants, une enquête de recensement portant sur toute la population est réalisée tous les cinq ans, les populations de référence des années intermédiaires étant quant à elles estimées par interpolation ou extrapolation. Pour la commune, le premier recensement exhaustif entrant dans le cadre du nouveau dispositif a été réalisé en 2008.

En 2022, la commune comptait 2 102 habitants, en évolution de +24,53 % par rapport à 2016 (Hérault : +7,49 %, France hors Mayotte : +2,11 %).
| 1793 | 1800 | 1806 | 1821 | 1831 | 1836 | 1841 | 1846 | 1851 |
| ---- | ---- | ---- | ---- | ---- | ---- | ---- | ---- | ---- |
| 114  | 143  | 132  | 120  | 160  | 191  | 198  | 171  | 190  |

| 1856 | 1861 | 1866 | 1872 | 1876 | 1881 | 1886 | 1891 | 1896 |
| ---- | ---- | ---- | ---- | ---- | ---- | ---- | ---- | ---- |
| 179  | 134  | 176  | 181  | 163  | 150  | 187  | 201  | 266  |

| 1901 | 1906 | 1911 | 1921 | 1926 | 1931 | 1936 | 1946 | 1954 |
| ---- | ---- | ---- | ---- | ---- | ---- | ---- | ---- | ---- |
| 284  | 267  | 303  | 301  | 293  | 304  | 304  | 321  | 302  |

| 1962 | 1968 | 1975 | 1982 | 1990 | 1999  | 2006  | 2008  | 2013  |
| ---- | ---- | ---- | ---- | ---- | ----- | ----- | ----- | ----- |
| 286  | 311  | 292  | 476  | 687  | 1 143 | 1 241 | 1 269 | 1 559 |

| 2018  | 2022  | - | - | - | - | - | - | - |
| ----- | ----- | - | - | - | - | - | - | - |
| 1 797 | 2 102 | - | - | - | - | - | - | - |

## Activités
Les vignes développées au XIXe siècle ont laissé place à l'arboriculture dans la seconde moitié du XXe siècle avec l'implantation du canal d'irrigation du Bas-Rhône-Languedoc qui passe deux kilomètres plus au nord à Mudaison.
En bord d'étang, l'aérodrome comprend une piste de 900 mètres et sert aux vols d'ULM.

## Économie

### Revenus
En 2018, la commune compte 737 ménages fiscaux, regroupant 1 936 personnes. La médiane du revenu disponible par unité de consommation est de 23 050 € (20 330 € dans le département).

### Emploi
|                | 2008   | 2013   | 2018  |
| -------------- | ------ | ------ | ----- |
| Commune        | 5,5 %  | 7,2 %  | 7,7 % |
| Département    | 10,1 % | 11,9 % | 12 %  |
| France entière | 8,3 %  | 10 %   | 10 %  |

En 2018, la population âgée de 15 à 64 ans s'élève à 1 172 personnes, parmi lesquelles on compte 84,2 % d'actifs (76,5 % ayant un emploi et 7,7 % de chômeurs) et 15,8 % d'inactifs,. Depuis 2008, le taux de chômage communal (au sens du recensement) des 15-64 ans est inférieur à celui de la France et du département.
La commune fait partie de la couronne de l'aire d'attraction de Montpellier, du fait qu'au moins 15 % des actifs travaillent dans le pôle,. Elle compte 287 emplois en 2018, contre 255 en 2013 et 233 en 2008. Le nombre d'actifs ayant un emploi résidant dans la commune est de 907, soit un indicateur de concentration d'emploi de 31,7 % et un taux d'activité parmi les 15 ans ou plus de 72,8 %.
Sur ces 907 actifs de 15 ans ou plus ayant un emploi, 148 travaillent dans la commune, soit 16 % des habitants. Pour se rendre au travail, 91,1 % des habitants utilisent un véhicule personnel ou de fonction à quatre roues, 1,3 % les transports en commun, 4,3 % s'y rendent en deux-roues, à vélo ou à pied et 3,3 % n'ont pas besoin de transport (travail au domicile).

### Activités hors agriculture

#### Secteurs d'activités
167 établissements sont implantés  à Candillargues au 31 décembre 2019. Le tableau ci-dessous en détaille le nombre par secteur d'activité et compare les ratios avec ceux du département,.
| Secteur d'activité                                                                                        | Commune | Commune | Département |
| Secteur d'activité                                                                                        | Nombre  | %       | %           |
| --- | ------- | ------- | ----------- |
| Ensemble                                                                                                  | 167     | 100 %   | (100 %)     |
| Industrie manufacturière, industries extractives et autres                                                | 18      | 10,8 %  | (6,7 %)     |
| Construction                                                                                              | 20      | 12 %    | (14,1 %)    |
| Commerce de gros et de détail, transports, hébergement et restauration                                    | 31      | 18,6 %  | (28 %)      |
| Information et communication                                                                              | 6       | 3,6 %   | (3,3 %)     |
| Activités financières et d'assurance                                                                      | 12      | 7,2 %   | (3,2 %)     |
| Activités immobilières                                                                                    | 12      | 7,2 %   | (5,3 %)     |
| Activités spécialisées, scientifiques et techniques et activités de services administratifs et de soutien | 40      | 24 %    | (17,1 %)    |
| Administration publique, enseignement, santé humaine et action sociale                                    | 14      | 8,4 %   | (14,2 %)    |
| Autres activités de services                                                                              | 14      | 8,4 %   | (8,1 %)     |

Le secteur des activités spécialisées, scientifiques et techniques et des activités de services administratifs et de soutien est prépondérant sur la commune puisqu'il représente 24 % du nombre total d'établissements de la commune (40 sur les 167 entreprises implantées  à Candillargues), contre 17,1 % au niveau départemental.

#### Entreprises et commerces
Les cinq entreprises ayant leur siège social sur le territoire communal qui génèrent le plus de chiffre d'affaires en 2020 sont : 
- Sippro Solutions Ip Protection, activités liées aux systèmes de sécurité (8 229 k€)
- Laboratoire D'aromatherapie De Phytotherapie Et D'herboristerie Traditionnelle - Phytofrance - LAPHT Phytofran, fabrication d'autres produits alimentaires n.c.a. (6 288 k€)
- SARL Candifruits, commerce de gros (commerce interentreprises) de fruits et légumes (5 021 k€)
- Euro Sante Diffusion - Esd, commerce de gros (commerce interentreprises) alimentaire spécialisé divers (3 043 k€)
- Service Electronic Aviation Marine - Seam, fabrication d'équipements d'aide à la navigation (2 964 k€)

### Agriculture
La commune est dans la « Plaine viticole », une petite région agricole occupant la bande côtière du département de l'Hérault. En 2020, l'orientation technico-économique de l'agriculture  sur la commune est la polyculture et/ou le polyélevage.
|               | 1988 | 2000 | 2010 | 2020 |
| ------------- | ---- | ---- | ---- | ---- |
| Exploitations | 33   | 18   | 22   | 15   |
| SAU (ha)      | 645  | 721  | 788  | 748  |

Le nombre d'exploitations agricoles en activité et ayant leur siège dans la commune est passé de 33 lors du recensement agricole de 1988  à 18 en 2000 puis à 22 en 2010 et enfin à 15 en 2020, soit une baisse de 55 % en 32 ans. Le même mouvement est observé à l'échelle du département qui a perdu pendant cette période 67 % de ses exploitations,. La surface agricole utilisée sur la commune a quant à elle augmenté, passant de 645 ha en 1988 à 748 ha en 2020. Parallèlement la surface agricole utilisée moyenne par exploitation a augmenté, passant de 20 à 50 ha.

## Culture locale et patrimoine

### Lieux et monuments
- Église Saints-Côme-et-Damien de Candillargues ou Église Saint-Blaise de Candillargues. L'église de Candillargues a été fondée au XIIe siècle. La cloche date de 1648. L'année 1978 est marquée par la découverte de vieilles fresques. L'église ainsi que la rue portent le nom du saint patron du village : Blaise. Chaque année, les Candillarguois célèbrent la fête de la Saint-Blaise le premier week-end du mois de février. Au sommet des festivités règne le taureau à la corde. Les habitants des villages et villes qui perpétuent cette coutume sont à l'heure actuelle dans une grande bataille contre le préfet afin de pouvoir conserver ces festivités camarguaises qui sont leur histoire[réf. nécessaire]. L'édifice a été inscrit au titre des monuments historiques en 1982[44].
- Le Château de Candillargues - Privé - Immeuble en copropriété.

### Personnalités liées à la commune
- Kurt Brenner, directeur de la Maison de Heidelberg et président de la Fédération des maisons franco-allemandes en France.
- Georges Mateu, ébéniste, frère du peintre Ernest Mateu[réf. nécessaire].

## Galerie

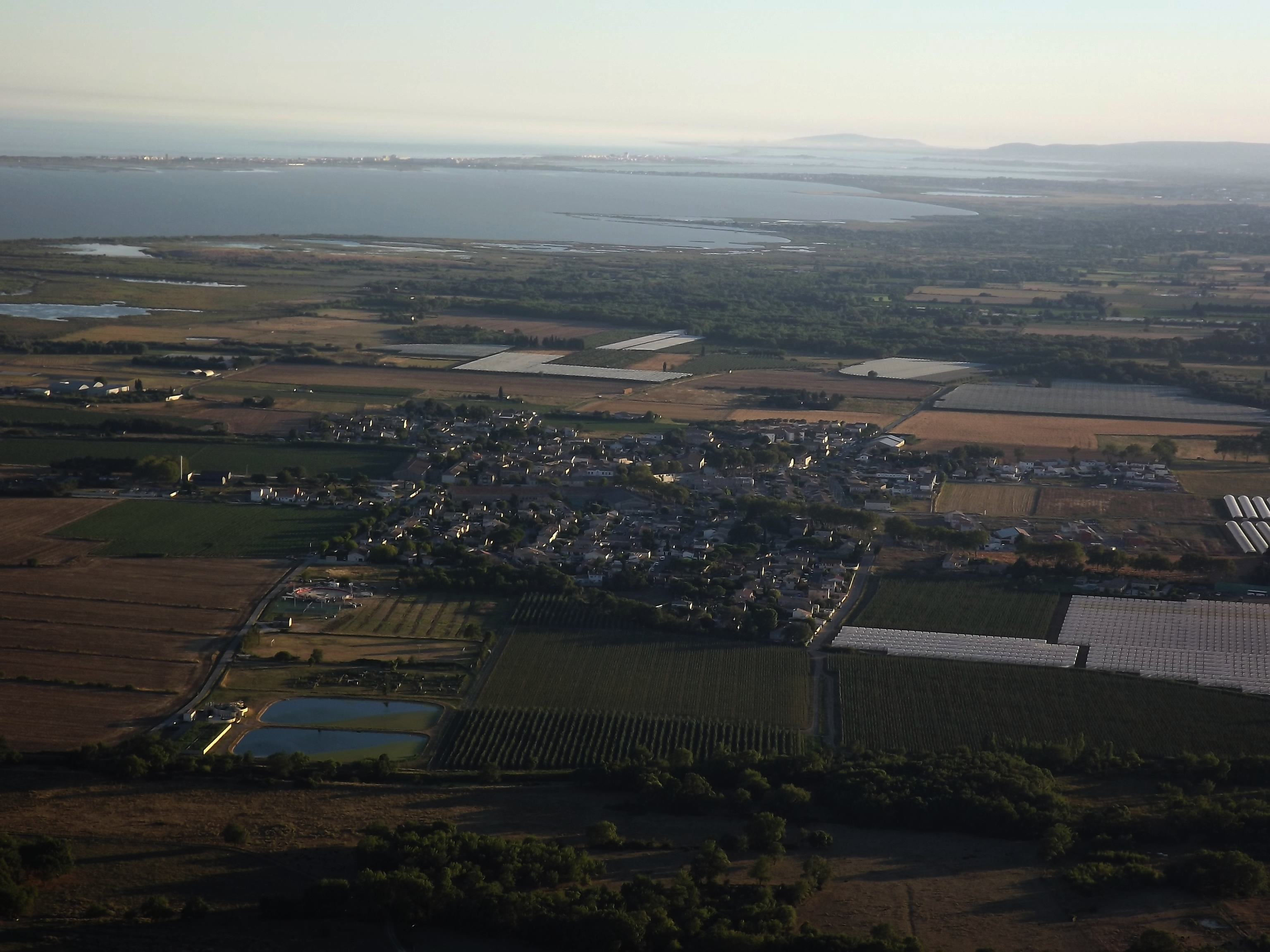
Vue aérienne.
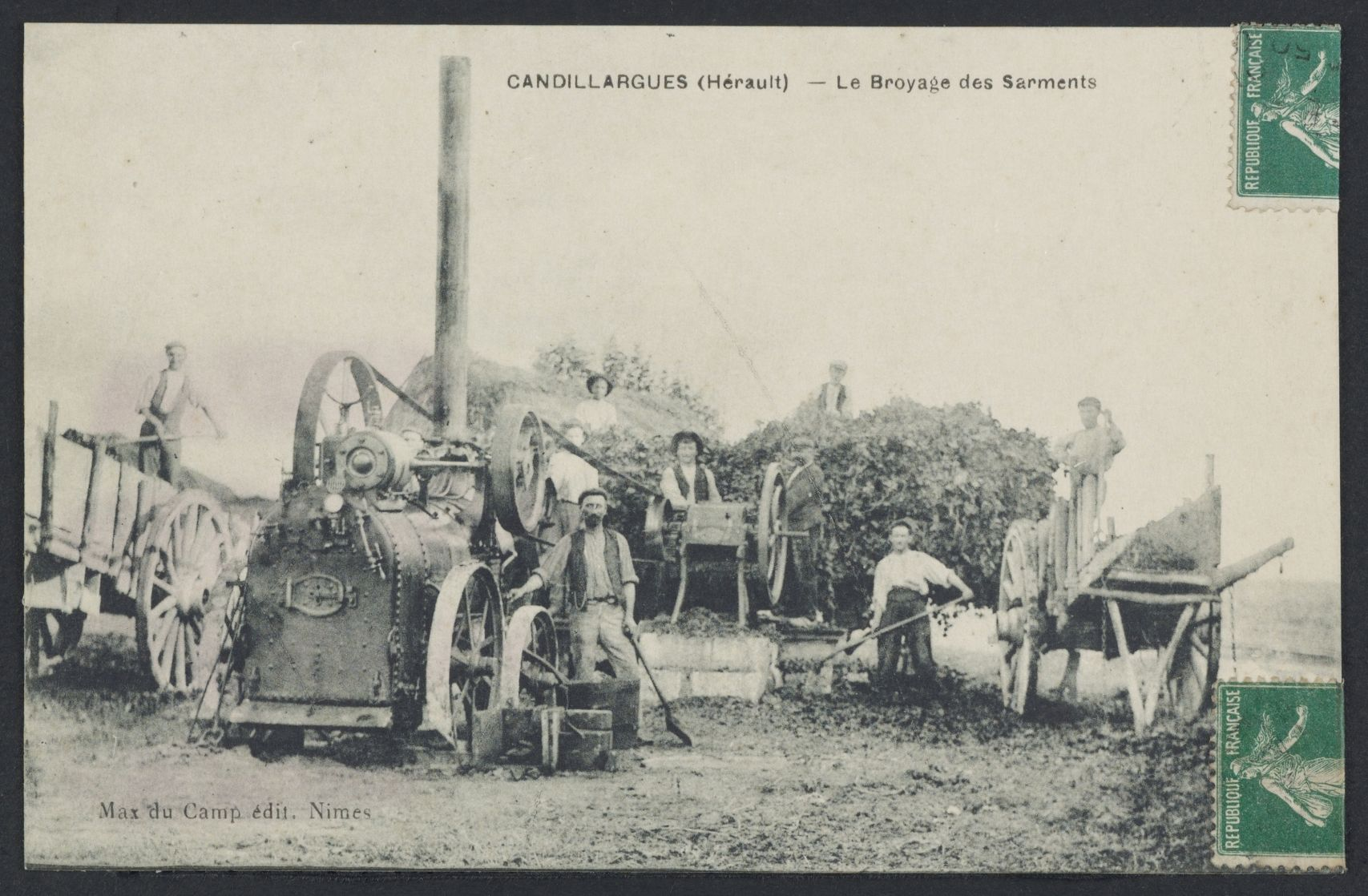
Le broyage des sarments en 1918.